# أبو سالم العياشي
أبو سالم عبد الله بن محمد بن أبي بكر العياشي (ولد في شعبان 1037هـ / 1627 م - توفي سنة 1090 هـ/ 1679م) رحالة وفقيه مغربي، هو صاحب الرحلة الشهيرة «ماء الموائد». يعتبر من أبرز أعلام المغرب والمشرق خلال القرن الحادي عشر الهجري، حيث أسند إليه كرسي التدريس بالمدينة المنورة، كما أسند له كرسي التدريس والإفتاء بفاس، قبل أن يستقر نهائيا في الزاوية العياشية، التي أسسها والده، لكنها اشتهرت في عهده، بعد أن قام ببعث الزاوية من جديد بناءً وتجديدًا؛ فأصبحت قبلة لطلاب العلم، ومقصدا لأهل الحوائج، ومحجا للفقراء والمريدين الذين يأتون إليها من كل بقاع المغرب، مما جعل الزاوية تحمل اسمه وتنسب إليه.

## مسيرته
ينتمي أبو سالم عبد الله العياشي إلى قبيلة أمازيغية تدعى آيت عياش بجبل العياشي. وكان والده يلازم شيوخ الزاوية الدلائية، حتى أشار عليه شيخها محمد بن أبي بكر الدلائي بتأسيس زاوية ليعلم ويطعم فيها الناس في منطقة جبل العياشي. فتربى أبو سالم العياشي في زاوية والده، وتلقى بها تعليمه الأول قبل أن يرحل إلى درعة للأخذ عن شيخها محمد بن ناصر الدرعي، ثم انتقل إلى فاس للأخذ عن علماء القرويين، حيث تتلمذ على يد العلامة عبد القادر الفاسي، ولم يزر مراكش ولا الزاوية الدلائية طلبا للعلم بفعل الظرفية السياسية الخطيرة التي سادت المغرب في النصف الأول من القرن السابع عشر ميلادي، لكنه عوض ذلك بمراسلة علماء الزاوية الدلائية، مثل محمد المرابط الدلائي، والحسن اليوسي، والطيب بن محمد المسناوي، ومحمد بن محمد بن أبي بكر الصغير الدلائي، بالإضافة إلى المراسلات التي كانت له مع فقهاء مراكش، أشهرهم أبو بكر السكتاني.

## الرحلة العياشية
رحل العياشي غير مرة إلى الحج كانت أولها سنة 1059هـ، حيث لقي المشايخ واستجازهم، ثم رحل مرة ثانية، وجاور بالمدينة المنورة والحرم الشريف.
بدأ رحلته من سجلماسة إلى بني عباس ثم طرابلس ثم برقة في الجبل الأخضر، ودرنة في القاهرة والسويس والعقبة، ووصل إلى القدس في محرم سنة 1074هـ.
في عام 1074هـ/1662م زار القدس، وسجل رحلته في كتاب يحمل عنوان الرحلة العياشية نسبة لمؤلفه عبد الله بن محمد بن أبي بكر العياشي.
سكن العياشي أثناء إقامته في القدس زواية المغاربة، الموقوفة على الشيخ أبي مدين الحفيد، ثم انتقل إلى بيت بجوار رواق الشيخ منصور، وقد وصف الحرم القدسي الشريف في رحلته، وأورد بعض قياسات الصخرة والقباب التذكارية الموجودة هنا وهناك في سطوح الصخرة، ثم زار الطور وعين سلوان ومقام النبي موسى، وتطرق في حديثه عن المسجد الأقصى القديم، ثم تحدث عن الحياة العلمية في القدس، وقضاة القدس المغاربة أمثال القاضي التونسي النفاتي، والشيخ عمر بن محمد العلمي إمام الصوفية في القدس.

## وفاته
توفي العياشي عام 1679م جراء إصابته بالطاعون الذي تفشى في المغرب وحصد أرواحًا معتبرة حينها.

## وصلات خارجية
- تنزيل كتاب الرحلة العياشية من مكتبة الانترنيت[وصلة مكسورة]